# Номоозеро
Номоозеро — озеро на территории Куземского сельского поселения Кемского района Республики Карелия.

## Общие сведения
Площадь озера — 1,3 км², площадь водосборного бассейна — 22,8 км². Располагается на высоте 96,1 метров над уровнем моря.
Форма озера продолговатая, вытянуто с запада на восток. Берега каменисто-песчаные.
Через озеро протекает река Поньгома.
Населённые пункты возле озера отсутствуют. Ближайший — посёлок Шомба — расположен в 23 км к юго-западу от озера.
Код объекта в государственном водном реестре — 02020000711102000003795.